# La luce verde
La luce verde (Green Light) è un film del 1937 diretto da Frank Borzage tratto dall'omonimo romanzo pubblicato a Boston nel 1935 di Lloyd C. Douglas.

## Trama
Newell Paige, giovane chirurgo, è tanto altruista da addossarsi la colpa di un errore fatto dal suo mentore che, sul tavolo operatorio, costa la vita a una paziente. Costretto a dare le dimissioni, Newell parte per il West: nel Montana, inizierà una ricerca per curare le febbri, offrendosi come cavia per sperimentare un vaccino. Phyllis, figlia della paziente morta, giunge nel Montana per dare il suo perdono a quello che crede essere il responsabile della morte di sua madre e di cui, nonostante ciò, si è innamorata. Ma lo trova gravemente ammalato, in preda alla febbre di cui lui e il suo collega Stafford stanno cercando una cura. Al suo capezzale, si alternano ora Stafford, Phyllis, l'infermiera Frances e il pentito dottor Endicott, il vero responsabile dell'errore di cui oggi sta pagando le conseguenze il povero Newell. Dopo la sua guarigione, Newell trova conforto nella fede e nel reverendo Harcourt. Mentre l'infermiera e Stafford restano nel Montana per utilizzare il nuovo vaccino, lui torna in città, dove viene finalmente riconosciuta la sua innocenza con l'ospedale che lo riammette nel proprio staff.

## Produzione
Nel progetto del film - che fu prodotto da Cosmopolitan Productions, First National Pictures e Warner Bros. - vi dovevano essere anche alcune scene girate in Technicolor. La sceneggiatura si basa su un romanzo di Lloyd C. Douglas, un autore di grande successo: molti dei suoi romanzi furono adattati per lo schermo, anche quello che fornì, in seguito, il soggetto per La tunica  che, uscito nel 1953, sarebbe stato il primo film girato in CinemaScope.